# スンダ文字
スンダ文字（スンダもじ、Aksara Sunda）は、インドネシアのジャワ島西部で話されるスンダ語を表記するためのブラーフミー系文字。14世紀から18世紀にかけて用いられていた古スンダ文字(Aksara Sunda Kuno)に修正を加え、20世紀末に復活させたものである。
ジャワ文字やバリ文字と近い関係にあるが、独特の字形を持つ。

## 概要

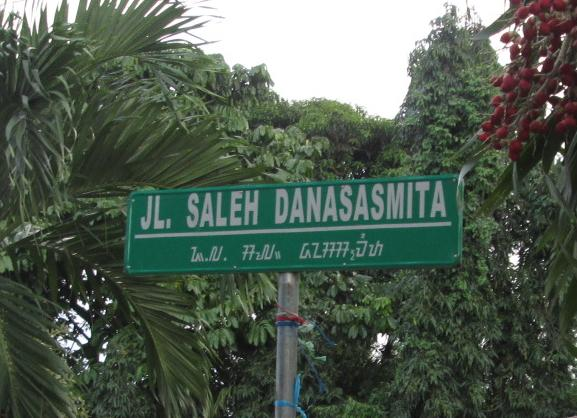
ラテン文字とスンダ文字で書かれた道路名標識

古スンダ文字は14世紀から使われたが、17世紀末以降は主にジャワ語で文献が書かれるようになり、スンダ語は話し言葉専用に後退した。スンダ語はアラビア文字でも表記され、またジャワ文字に多少の変更を加えてスンダ語を表記できるようにしたものが19世紀から1950年代まで学校で教えられた。現在スンダ語を表記するにはラテン文字が主に使われる。
古スンダ文字を改良して現代のスンダ語が表現できるようにしたものが標準スンダ文字(Aksara Sunda Baku)として1996年に制定され、学校教育で教えられたり、道路標識に用いられたりしている。

## 構造
現代スンダ文字の構造はジャワ文字とほぼ同様だが、母音字は7つある(a i u e o ə ɤ)。子音字のうちジャワ文字にあるth dhがなく、かわりにf v z x kh syが追加されている。子音字は単独では母音aが後続し、それ以外の母音が後続するときは母音記号（6種類）を加える。母音の後続しない子音はヴィラーマを加える。ほかに音節末のng h rおよび子音の後ろに置かれるy r lの記号がある。

## Unicode
2008年のUnicode 5.1で基本多言語面のU+1B80-U+1BBFに追加された。
2012年のUnicode 6.1で古スンダ文字のための文字が追加された。
| Sundanese |   |   |   |   |   |   |   |   |   |   |   |   |   |   |   |   |
|           | 0 | 1 | 2 | 3 | 4 | 5 | 6 | 7 | 8 | 9 | A | B | C | D | E | F |
| U+1B8x    | ᮀ  | ᮁ  | ᮂ  | ᮃ | ᮄ | ᮅ | ᮆ | ᮇ | ᮈ | ᮉ | ᮊ | ᮋ | ᮌ | ᮍ | ᮎ | ᮏ |
| U+1B9x    | ᮐ | ᮑ | ᮒ | ᮓ | ᮔ | ᮕ | ᮖ | ᮗ | ᮘ | ᮙ | ᮚ | ᮛ | ᮜ | ᮝ | ᮞ | ᮟ |
| U+1BAx    | ᮠ | ᮡ  | ᮢ  | ᮣ  | ᮤ  | ᮥ  | ᮦ  | ᮧ  | ᮨ  | ᮩ  | ᮪  | ᮫  | ᮬ  | ᮭ  | ᮮ | ᮯ |
| U+1BBx    | ᮰ | ᮱ | ᮲ | ᮳ | ᮴ | ᮵ | ᮶ | ᮷ | ᮸ | ᮹ | ᮺ | ᮻ | ᮼ | ᮽ | ᮾ | ᮿ |

| Sundanese Supplement |   |   |   |   |   |   |   |   |   |   |   |   |   |   |   |   |
|                      | 0 | 1 | 2 | 3 | 4 | 5 | 6 | 7 | 8 | 9 | A | B | C | D | E | F |
| U+1CCx               | ᳀ | ᳁ | ᳂ | ᳃ | ᳄ | ᳅ | ᳆ | ᳇ |   |   |   |   |   |   |   |   |